# USS Norton Sound (AVM-1)
USS Norton Sound (AV-11/AVM-1) — американский гидроавианосец
типа «Керритак». Построен компанией Los Angeles Shipbuilding and Drydock Company
(Сан-Педро, Калифорния).
Назван в честь залива Нортон-Саунд на западном побережье Аляски.
Более известен как судно-лаборатория, на котором испытывались многие боевые системы ВМФ США:
- БИУС «Иджис», «Тифон»;
- ЗРК «Терьер», «Тартар», «Си Спарроу»,
- Пусковая установка Mk 26;
- Установка вертикального пуска Mk 41;
- Радары AN/SPY-1, AN/SPQ-9, AN/SPG-59

и другие.

## История службы
Гидроавианосец AV-11 «Нортон-Саунд» был заложен 7 сентября 1942 года, спущен на воду 28 ноября 1943 года, вошёл в состав ВМФ США 8 января 1945 года под командованием капитана 1 ранга Б. Кастера (англ. Ben Scott Custer).

## Вторая мировая война
После испытательного плавания в Тихом океане, гидроавианосец 26 февраля 1945 года отбыл из Сан-Диего в Перл-Харбор. В середине марта прошёл тренировки в районе Маршалловых островов и островов Гилберта, 1 апреля 1945 года прибыл на Сайпан для обеспечения полётов гидросамолётов.
21 сентября 1945 года прибыл с Сасебо, неделей позже – на Окинаву. 1 октября 1945 года прибыл в Шанхай, 23 октября — в Циндао, где оставался до 7 ноября 1945 года. 8 ноября прибыл в Шанхай и до апреля 1946 года нёс службу в оккупационных силах в Японии и Китае.
7 апреля 1946 года отбыл из Токийской бухты в Норфолк. После реконструкции вошёл в состав Атлантического флота США. До 1947 года находился на восточном побережье США, затем прибыл в Сан-Диего и вошёл в состав Тихоокеанского флота.
За службу в годы Второй мировой войны получил 2 боевые звезды.

### 1948—1950
В послевоенное время преобразован в платформу для запуска ракет. В 1948 году прошёл 7-месячную реконструкцию на военно-морской верфи в Филадельфии, оборудован средствами для хранения, погрузки, запуска и управления ракетами.
По окончании модернизации в октябре 1948 года прибыл в новый порт приписки 
Порт Вайними (Калифорния). По пути проводил тренировки по использованию исследовательских аэростатов
(проект «Скайхук»). У побережья южной Калифорнии провёл программу тренировок по использованию ракетного оружия. Осенью того же года с борта «Нортон Саунд» была запущена первая корабельная управляемая ракета ВМФ США Lark
В феврале 1949 года на 
военно-морской верфи Лонг-Бич
корабль был оборудован системой для запуска метеорологических ракет «Аэроби», в том же месяце в экваториальных водах у побережья Южной Америки корабль произвёл два запуска этих ракет с целью исследования радиационных поясов Земли.
1 июля 1949 года «Нортон-Саунд» провёл тестовые запуски 17 метеорологических аэростатов «Скайхук» с научной аппаратурой на борту и девяти связок малых аэростатов в районе магнитного экватора Земли на Тихом океане в 2400 км южнее Гавайских островов.
В феврале–марте 1950 года прошёл переоборудование на военно-морской верфи Сан-Франциско и 11 мая в рамках 
проекта «Рич» запустил 5-тонную ракету 
«Викинг». Ракета доставила 230 кг научной аппаратуры на высоту 170 км в целях исследования космических лучей. Проектом «Рич» закончился первый этап использования «Нортон-Саунд» в качестве ракетной платформы.

### 1950—1962
В конце 1950 года «Нортон-Саунд» прошёл 4-месячную реконструкцию на военно-морской верфи Сан-Франциско, в процессе которой на нём был установлен ЗРК «Терьер». 8 августа 1951 года корабль был реклассифицирован в AVM-1. До 1955 года он прошёл ещё три модернизации, затем до 1958 года проводил испытания ракет «Терьер» и «Тартар».
В 1958 году «Нортон-Саунд» участвовал в операции «Аргус». Из района южнее Фолклендских островов он запустил три ракеты с ядерными боевыми частями малой мощности. Взрывы, произошедшие на высотах от 160 до 750 км наблюдались со спутника Эксплорер-4 и других исследовательских ракет. Анализ полученных данных привёл к подтверждению существования радиационного пояса Ван Аллена.
В июне 1959 года корабль вернулся в Сан-Диего и до 1962 года продолжал испытания ракет «Терьер» и «Тартар». 10 августа 1962 года он прибыл в Норфолк и был выведен из состава флота.

### 1962—1969

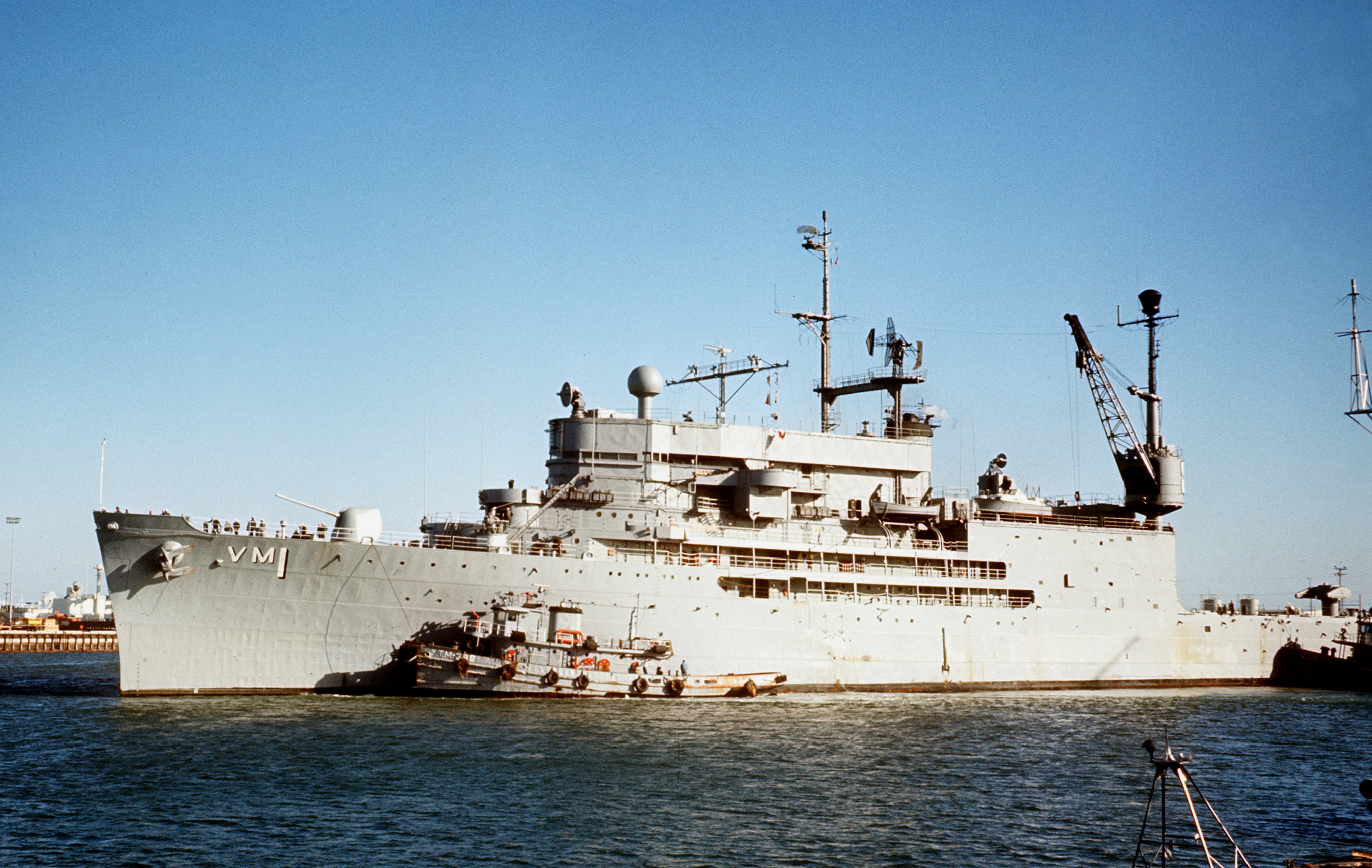
«Нортон-Саунд», оборудованный 127-мм артустановкой Mk45, а также радаром AN/SPQ-9, на верфи Лонг-Бич, ок. 1970

В ноябре 1962 года корабль был отбуксирован в Балтимор для установки БИУС «Тифон», включая радар AN/SPG-59.
Переоборудование было завершено в начале 1964 года, и 20 июня 1964 года «Нортон-Саунд» вновь вступил в строй в качестве опытового корабля для испытания оружия.
Базируясь в Балтиморе, корабль несколько месяцев провёл в Чесапикском заливе, занимаясь испытанием системы «Тифон». В июле 1965 года он был приписан к Порту Вайними (Калифорния). Здесь он провёл испытания ракеты «Си Спарроу», первый запуск которой состоялся 13 сентября 1965 года.
15 июля 1966 года корабль завершил 3-месячное переоборудование на верфи Лонг-Бич, в процессе которого система «Тифон» была демонтирована. В последующие два года на «Нортон-Саунд» проводились испытания различных систем противодействия ракетному оружию, системы РЭБ, а также новые конструкции гироскопов.
13 июня 1968 года корабль прибыл на верфь Лонг-Бич для очередного переоборудования. На нём была установлена новая лёгкая 127-мм пушка и аппаратура управления артиллерийским огнём. В 1969 году корабль проводил испытания нового оборудования в составе Тихоокеанского флота.

### 1973—1986
В 1973 году на «Нортон-Саунд» была смонтирована первая корабельная установка новой БИУС «Иджис», которая впоследствии стала основной боевой системой американских эсминцев и крейсеров.
Весной 1981 года на верфи Ингаллс на корабле был установлен прототип установки вертикального пуска (УВП) Mk 41. В течение последующих двух лет проводились интенсивные испытания системы. Летом 1983 года на корабле была установлена усовершенствованная модель УВП, испытания которой продолжалось до конца службы «Нортон-Саунд».
11 декабря 1986 года корабль был выведен из состава флота, 26 января 1987 года расформирован и 20 октября 1988 года вошёл в состав Резервного флота национальной обороны.
Один из якорей «Нортон-Саунд» экспонируется на видовой площадке Вест-Саунд (англ. West Sound Viewpoint) в конце бульвара
Макколла (англ. McCall Blvd) в Бремертоне (шт. Вашингтон).